# Єжи Рожицький
Єжи Рожицький (пол. Jerzy Różycki, 24 липня 1909, Ольшана, Полтавська губернія, Російська імперія — 9 січня 1942, Середземне море, поблизу Балеарських островів) —  польський учений, математик і  криптограф, який спільно з  Маріаном Реєвським і  Генріхом Зигальським в січні 1933 року розгадав механізм машини «Енігма» — головного шифрувального пристрою, що використовувався  фашистською Німеччиною.

## Біографія
Єжи Рожицький народився на території нинішньої України, був четвертою і наймолодшою дитиною в сім'ї. Батько, Зигмунд Рожицький, — фармацевт, закінчив Санкт-Петербурзький університет. Мати — Ванда Рожицька (до шлюбу Беніта). До переїзду в Польщу в 1918 році навчався в польській школі в Києві. У 1926 році закінчив середню школу у Вишкуві, що знаходиться на річці Західний Буг у східній частині Польщі.
Єжи Рожицький вивчав математику в 1927—1932 роках в Познанському університеті, отримавши магістерську ступінь 19 лютого 1932 року. Незабаром він отримав другий магістерський ступінь з географії в тому ж університеті 13 грудня 1937 року. У 1929 році Рожицький разом з двадцятьма однокурсниками, будучи ще студентом і володіючи хорошим знанням німецької мови, відвідував спеціальний курс по  криптографії, організований Бюро шифрів при Польському генеральному штабі зі штаб-квартирою у Варшаві. Справжньою метою цього курсу було виявлення талановитих криптографов. Були обрані 3 студента: Рожицький, Маріан Реєвський і Генріх Зигальський. Рожицького, як найбільш перспективного з них, відправили на подальше вивчення ймовірнісної математики в Геттінген.

### «Енігма»

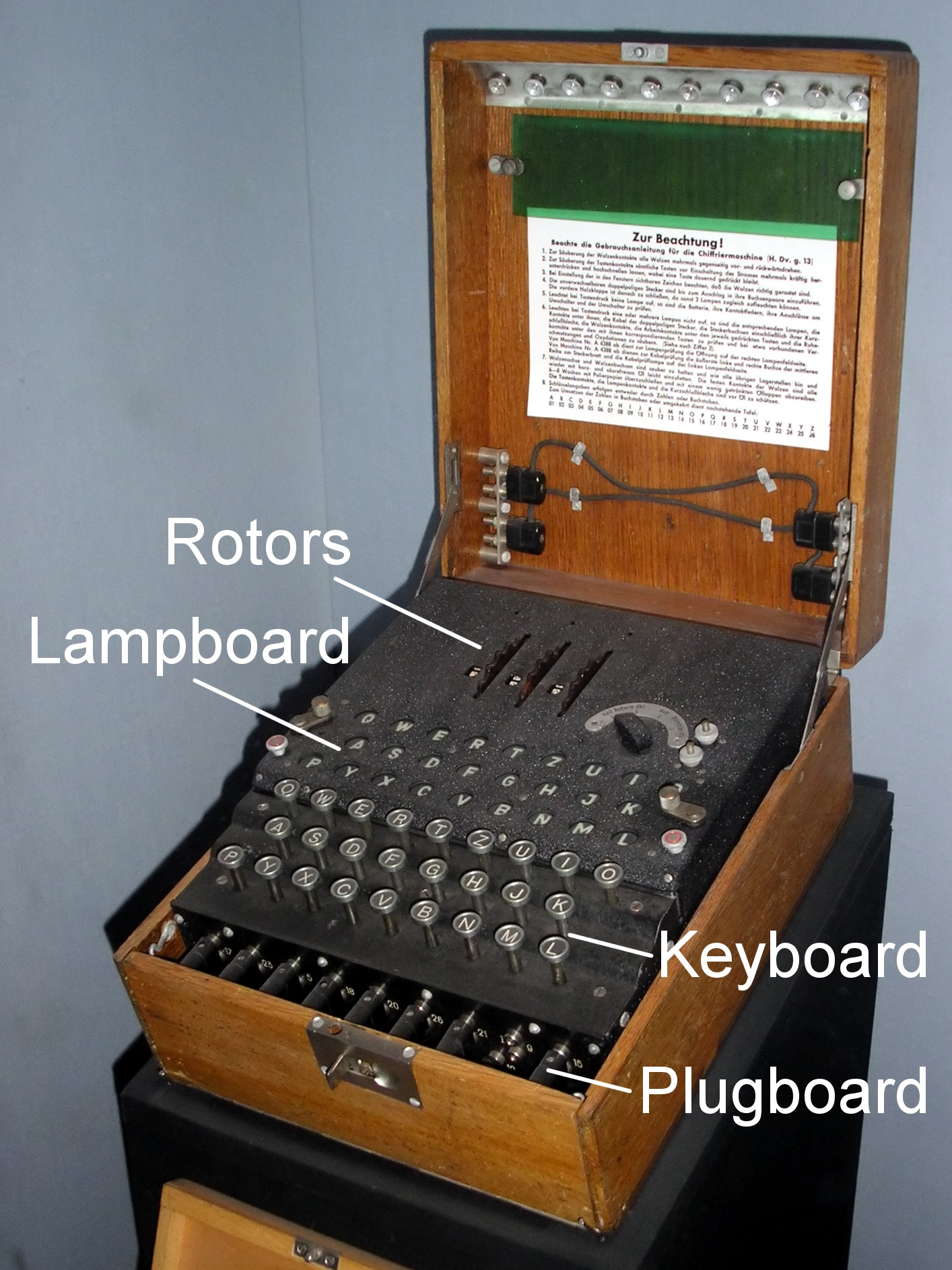
Шифрувальна машина «Енігма»

Восени 1930 року Рожицький і Зигальський почали працювати в новому відділенні Бюро шифрів в Познані. Це відділення знаходилося під командуванням регіональної армії в будинку, побудованому  Кайзером Вільгельмом II і вважався офіційною резиденцією Крон-принца. Пізніше до них приєднався і Реєвський. З вересня 1932 року Рожицький став повноправним співробітником військової контррозвідки (Бюро шифрів № 4, Відділ II Генерального штабу в  Варшаві). Колектив дешифровщиків складався з його друзів по Познанському університету поляків Маріана Реєвського і Генріха Зигальського. Їхнім головним завданням було злом шифру машини «Енігма», який в той момент вважався невразливим. Реєвський розробив математичну схему дешифрування, яка виявляє внутрішню конфігурацію проводки  роторів машини, і за допомогою якої потім вдалося створити копії Енігми. Завдяки злому машини в грудні 1932 року були розшифровані військові переговори Німецького командування. Також це дозволило варшавської фірмі AVA виготовити понад десятка копій машин «Енігма» в 1933 році. Після успішної розгадки машини «Енігма» Рожицький і Зигальський працювали над розробкою методів використання Енігми як інтелектуального пристрою. Спільно з Реєвським в 1934—1935 роках вони розробили дешифрувальний пристрій шифрограм Енігми — спочатку так званий циклометр, який готував каталог з перерахованими довжинами і числом циклів для кожної з 17576 позицій заданої послідовності роторів. Всього було 3 ротора, отже — 6 різних послідовностей, і циклометр зберігав 105456 записів. Потім — після удосконалення німцями техніки шифрування, створили так звану  криптологічну бомбу, яка була основним засобом для дешифрування повідомлень Енігми під час  Другої світової війни. Її перевагою була швидка адаптація до нових методів шифрування. Після збільшення числа роторів в грудні 1938 року було винайдено листи Зигальського. Робота Рожицького ж полягала в  годинниковому методі, що дозволяє визначити вибір і установку ротора в механізмі Енігми. У 1939 році розробки польських вчених і копія шифрувальної машини «Енігма» військового зразка були надані делегації французьких і британських учених, які високо оцінили виконану роботу. Ця зустріч відбулася в Бюро шифрів у Варшаві. Британці вважали, що польські вчені зустрілися з великими труднощами дешифрування через збільшення числа роторів машини. Але Маріан Реєвський пізніше написав, що у них не було ніяких труднощів, вони передали свої розробки через те, що погіршилися політичні відносини між країнами-союзниками в боротьбі проти Німеччини.
У вересні 1939 року, після захоплення Польщі Німеччиною, Єжи разом з іншими вченими був евакуйований в  Румунію. Потім їх направили до Франції. Єжи Рожицький загинув в Середземному морі 9 січня 1942 року, коли повертався з Алжиру в комбінований центр перехоплення і дешифрування (база «Кадикс»), що знаходилася у  Французькому державі (Віші). Пасажирське судно Lamoricière]], пасажиром якого він був, затонуло за невідомих обставин біля Балеарських островів. Серед 222 жертв катастрофи, крім Рожицького, були капітан Ян Гралінський (Jan Graliński) — шеф Радянського відділу Бюро шифрів № 3 і радіоконтррозвідки- Схід, фахівець з радянських шифрів Петро Смоленський — криптолог Бюро шифрів-3 і французький офіцер, який супроводжує трьох польських криптологів —  капітан Франсуа Лане (François Lane).

## Сім'я
У 1938 році, у віці 29 років, Рожицький одружився з Марією Барбарою Майка. Їхній син Януш Рожицький народився 10 травня 1939 року. Закінчив Варшавську академію витончених мистецтв. Був членом Польської фехтувальної команди, яка виграла срібну медаль на  Олімпіаді 1964 року в Токіо.

## Пам'ять

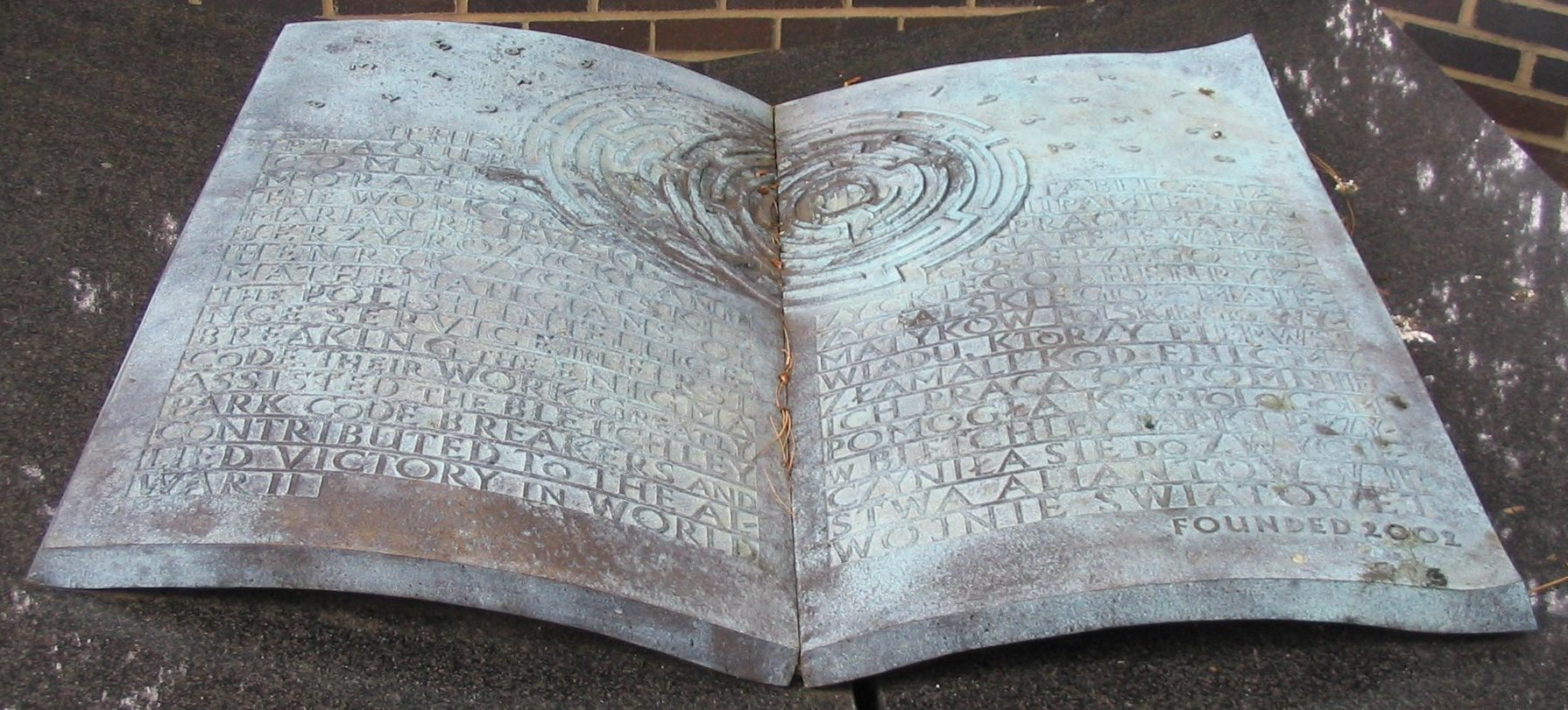
Меморіальна дошка в Блетчлі-парку в честь польських дешифровщиків, м. Блетчлі, Англія

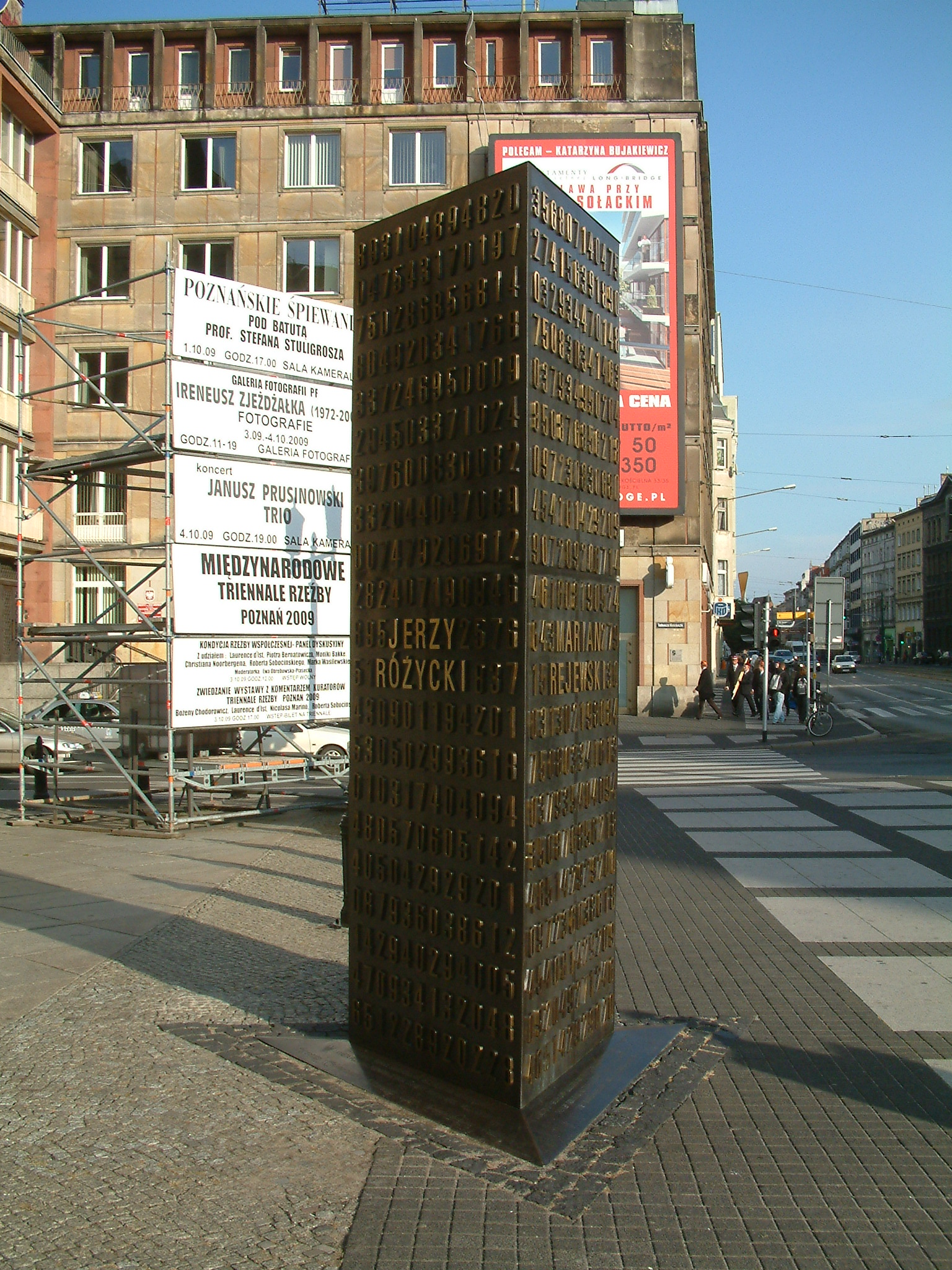
Пам'ятник криптологам в Познані

Єжи Рожицький був нагороджений численними медалями до і після війни.
- У 2000 році був посмертно нагороджений  Орденом Відродження Польщі.
- У 2002 році у Блетчлі-парку було відкрито меморіальну дошку на честь Єжи Ружицького, Маріана Реєвського, Генріха Зигальського.
- Перед Імператорським замком в  Познані в 2007 році в пам'ять про дешифровщиків-поляків М. Реєвського, Є. Рожицького і Г. Зигальського був споруджений  меморіальний обеліск.
- У 2009 році пошта Польщі випустила марку із зображенням Є. Рожицького[3]